# Mobile PhoneTools
Mobile PhoneTools es un programa escrito por la compañía de software Avanquest Software (anteriormente BVRP, con sede en La Garenne-Colombes, Francia). El programa permite a los usuarios de telefonía móvil conectar sus teléfonos a un ordenador ejecutando Microsoft Windows, sincronizar sus contactos y administrar y editar sus contenidos, además de poder usarlo como un módém 3G
Mobile PhoneTools se distribuye como un producto OEM con los teléfonos de Motorola por parte de algunos operadores de telecomunicaciones. La edición especial para Motorola del software se llama Motorola PhoneTools. Ambas se venden por Internet como un producto al por menor, con la opción de que salga gratis con TrialPay. Para funcionar necesitan comunicarse con el teléfono móvil por Bluetooth, IrDA o cable de datos RS-232 o USB. En su momento hubo paquetes con un dongle Bluethooth o un cable USB.
Las siguientes funcionalidades están incluidas en la versión comercial de Mobile PhoneTools:
- Sincronización de la agenda y calendario con  un gestión de información personal (como Microsoft Outlook).
- Conexión del ordenador a Internet a través de los datos de servicio de telefonía celular (por ejemplo GPRS, EDGE).
- Leer y escribir SMS, MMS o correo electrónico en la computadora.
- Transferencia de sonido, imagen y archivos de vídeo entre el ordenador y el teléfono. (no soporta los Midlets de Java ME). Incluye editor de ringtones.
- Actualización del firmware del teléfono.

Con la aparición de Android Motorola opta por Apps y aplicaciones orientadas a Android, pero mantiene un enlace a la web de Avanquest para los usuarios de viejos móviles. La última versión de la que proporcionó actualización fue la versión 4. Por su parte Avanquest, al ir desarrollando nuevas versiones, va dejando fuera de soporte de su versión más reciente a los móviles más antiguos. La última versión para cualquier móvil no Motorola es la Mobile PhoneTools 4 - Bluetooth Version, mientras que la Mobile PhoneTools 7 - Edición para teléfonos Motorola se encuentra en la versión 7. Avanquest proporciona un listado de compatibilidad con las diferentes versiones de su producto.
| Teléfono                    | Módem 3G | SMS | Phonebook | Calendario | Sincronización | Mobile Explorer | Image Studio | Melody Studio |
| --------------------------- | -------- | --- | --------- | ---------- | -------------- | --------------- | ------------ | ------------- |
| HTC Tonado                  | Sí       | No  | No        | No         | No             | No              | No           | No            |
| Kyocera KX5                 | Sí       | No  | Sí        | Sí         | Sí             | Sí              | Sí           | Sí            |
| Lenovo i807                 | Sí       | Sí  | Sí        | Sí         | Sí             | Sí              | Sí           | Sí            |
| Lenovo i908                 | Sí       | Sí  | Sí        | Sí         | Sí             | Sí              | Sí           | Sí            |
| Lenovo i921                 | Sí       | Sí  | Sí        | Sí         | Sí             | Sí              | Sí           | Sí            |
| Nokia 3650                  | Sí       | No  | No        | No         | No             | No              | No           | No            |
| Nokia 6021                  | Sí       | Sí  | Sí        | No         | Sí             | Sí              | Sí           | Sí            |
| Nokia 6111                  | Sí       | No  | No        | No         | No             | No              | No           | No            |
| Nokia 6125                  | Sí       | Sí  | No        | No         | No             | No              | No           | No            |
| Nokia 6230i                 | Sí       | Sí  | No        | No         | No             | No              | No           | No            |
| Nokia 6260                  | Sí       | Sí  | No        | No         | No             | No              | No           | No            |
| Nokia 6270                  | Sí       | Sí  | Sí        | Sí         | Sí             | Sí              | Sí           | Sí            |
| Nokia 6280                  | Sí       | No  | No        | No         | No             | No              | No           | No            |
| Nokia 6310                  | Sí       | Sí  | No        | No         | No             | No              | No           | No            |
| Nokia 6600                  | Sí       | Sí  | No        | No         | No             | No              | No           | No            |
| Nokia 6630                  | Sí       | No  | No        | No         | No             | No              | No           | No            |
| Nokia 6650                  | Sí       | Sí  | No        | No         | No             | No              | No           | No            |
| Nokia 6670                  | Sí       | Sí  | No        | No         | No             | No              | No           | No            |
| Nokia 6680                  | Sí       | Sí  | Sí        | No         | Sí             | Sí              | Sí           | Sí            |
| Nokia 6681                  | Sí       | Sí  | Sí        | Sí         | Sí             | Sí              | Sí           | Sí            |
| Nokia 6682                  | Sí       | Sí  | Sí        | Sí         | Sí             | Sí              | Sí           | Sí            |
| Nokia 6820                  | Sí       | Sí  | Sí        | No         | Sí             | Sí              | Sí           | Sí            |
| Nokia N70                   | Sí       | Sí  | No        | No         | No             | No              | No           | No            |
| Nokia N71                   | Sí       | Sí  | No        | No         | No             | No              | No           | No            |
| Nokia 7610                  | Sí       | Sí  | No        | No         | No             | No              | No           | No            |
| Nokia 8910i                 | Sí       | Sí  | Sí        | No         | No             | No              | No           | No            |
| Nokia N90                   | Sí       | Sí  | No        | No         | No             | No              | No           | No            |
| Nokia 9300                  | Sí       | Sí  | No        | No         | No             | No              | No           | No            |
| Nokia E61                   | Sí       | Sí  | Sí        | Sí         | Sí             | Sí              | Sí           | Sí            |
| Nokia E62                   | Sí       | Sí  | Sí        | Sí         | Sí             | Sí              | Sí           | Sí            |
| Nokia 6210                  | Sí       | Sí  | Sí        | No         | No             | No              | No           | No            |
| Phillips Fisio 820          | Sí       | Sí  | Sí        | Sí         | Sí             | No              | Sí           | No            |
| Phillips Fisio 825          | Sí       | Sí  | Sí        | Sí         | Sí             | No              | Sí           | No            |
| Phillips Fisio 826          | Sí       | Sí  | Sí        | Sí         | Sí             | No              | Sí           | No            |
| Phillips 598                | Sí       | Sí  | No        | No         | No             | Sí              | Sí           | Sí            |
| Phillips 960                | Sí       | Sí  | Sí        | No         | Sí             | Sí              | Sí           | Sí            |
| Phillips Xenium 9@9d        | Sí       | Sí  | Sí        | Sí         | Sí             | No              | Sí           | Sí            |
| Samsung SGH-D520            | No       | Sí  | No        | No         | No             | Sí              | Sí           | Sí            |
| Samsung SGH-D800            | No       | Sí  | Sí        | No         | Sí             | Sí              | Sí           | Sí            |
| Samsung SGH-D820            | Sí       | Sí  | Sí        | No         | Sí             | Sí              | Sí           | Sí            |
| Samsung SGH-D530            | No       | Sí  | Sí        | No         | Sí             | Sí              | Sí           | Sí            |
| Samsung SGH-E770            | Sí       | Sí  | Sí        | No         | Sí             | Sí              | Sí           | Sí            |
| Samsung SGH-S401i           | Sí       | Sí  | Sí        | No         | Sí             | No              | Sí           | Sí            |
| Samsung SGH-S500i           | Sí       | Sí  | Sí        | No         | Sí             | Sí              | Sí           | Sí            |
| Samsung SGH-S501i           | Sí       | Sí  | No        | No         | No             | No              | No           | No            |
| Samsung SGH-D608            | Sí       | Sí  | Sí        | Sí         | Sí             | Sí              | Sí           | Sí            |
| Samsung SGH-D808            | Sí       | Sí  | Sí        | Sí         | Sí             | Sí              | Sí           | Sí            |
| Samsung SGH-D828            | Sí       | Sí  | Sí        | Sí         | Sí             | Sí              | Sí           | Sí            |
| Samsung SGH-E368            | Sí       | Sí  | Sí        | Sí         | Sí             | Sí              | Sí           | Sí            |
| Samsung SGH-E628            | Sí       | Sí  | Sí        | Sí         | Sí             | Sí              | Sí           | Sí            |
| Samsung SGH-D500(E)         | Sí       | Sí  | Sí        | No         | Sí             | Sí              | Sí           | Sí            |
| Samsung SGH-D600            | Sí       | Sí  | Sí        | Sí         | Sí             | Sí              | Sí           | Sí            |
| Samsung SGH-DE60e           | Sí       | Sí  | Sí        | No         | Sí             | Sí              | Sí           | Sí            |
| Samsung SGH-E730            | Sí       | Sí  | Sí        | No         | Sí             | Sí              | Sí           | Sí            |
| Samsung SGH-E738            | Sí       | Sí  | Sí        | Sí         | Sí             | Sí              | Sí           | Sí            |
| Samsung SGH-E758            | Sí       | Sí  | No        | No         | No             | Sí              | Sí           | Sí            |
| Samsung SGH-E760            | Sí       | Sí  | Sí        | No         | Sí             | Sí              | Sí           | Sí            |
| Samsung SGH-E908            | Sí       | Sí  | Sí        | Sí         | Sí             | Sí              | Sí           | Sí            |
| Samsung SGH-Z140V-Z300-Z500 | Sí       | No  | Sí        | Sí         | Sí             | No              | Sí           | Sí            |
| Samsung SGH-E370            | Sí       | Sí  | Sí        | No         | Sí             | Sí              | Sí           | No            |
| Samsung SGH-E380            | Sí       | Sí  | Sí        | No         | Sí             | Sí              | No           | No            |
| Samsung SGH-E780            | Sí       | Sí  | Sí        | No         | Sí             | Sí              | Sí           | Sí            |
| Samsung SGH-E900            | Sí       | Sí  | Sí        | No         | Sí             | Sí              | Sí           | Sí            |
| Samsung SGH-Z540V           | Sí       | Sí  | No        | Sí         | Sí             | Sí              | Sí           | Sí            |
| Samsung SGH-X670            | Sí       | Sí  | Sí        | No         | Sí             | Sí              | Sí           | Sí            |
| Samsung SGH-X680            | Sí       | Sí  | No        | Sí         | Sí             | Sí              | Sí           | Sí            |
| Samsung SGH-Z150            | Sí       | No  | No        | No         | No             | No              | Sí           | Sí            |
| Sharp GX40                  | Sí       | No  | No        | No         | No             | Sí              | No           | Sí            |
| Sharp GZ100                 | Sí       | No  | No        | No         | No             | No              | No           | No            |
| Sony Ericsson D750i         | Sí       | Sí  | Sí        | Sí         | Sí             | Sí              | Sí           | Sí            |
| Sony Ericsson K600i         | Sí       | Sí  | Sí        | Sí         | Sí             | Sí              | Sí           | Sí            |
| Sony Ericsson K610i         | Sí       | Sí  | Sí        | Sí         | Sí             | Sí              | Sí           | Sí            |
| Sony Ericsson K700i         | Sí       | Sí  | Sí        | Sí         | Sí             | Sí              | Sí           | Sí            |
| Sony Ericsson K750c         | Sí       | Sí  | Sí        | Sí         | Sí             | Sí              | Sí           | Sí            |
| Sony Ericsson K750i         | Sí       | Sí  | Sí        | Sí         | Sí             | Sí              | Sí           | Sí            |
| Sony Ericsson K790i         | Sí       | Sí  | Sí        | Sí         | Sí             | Sí              | Sí           | Sí            |
| Sony Ericsson P800          | Sí       | No  | Sí        | No         | No             | No              | No           | No            |
| Sony Ericsson P900          | Sí       | No  | No        | No         | No             | No              | No           | No            |
| Sony Ericsson P908          | Sí       | No  | Sí        | No         | No             | No              | No           | No            |
| Sony Ericsson S700i         | Sí       | Sí  | Sí        | Sí         | Sí             | Sí              | Sí           | Sí            |
| Sony Ericsson S710a         | Sí       | Sí  | Sí        | Sí         | Sí             | Sí              | Sí           | Sí            |
| Sony Ericsson T610          | Sí       | Sí  | Sí        | Sí         | Sí             | Sí              | Sí           | Sí            |
| Sony Ericsson T616          | Sí       | Sí  | Sí        | Sí         | Sí             | Sí              | Sí           | Sí            |
| Sony Ericsson T618          | Sí       | Sí  | Sí        | Sí         | Sí             | Sí              | Sí           | Sí            |
| Sony Ericsson T630          | Sí       | Sí  | Sí        | Sí         | Sí             | Sí              | Sí           | Sí            |
| Sony Ericsson T637          | Sí       | Sí  | Sí        | Sí         | Sí             | Sí              | Sí           | Sí            |
| Sony Ericsson V600i         | Sí       | Sí  | Sí        | Sí         | Sí             | Sí              | Sí           | Sí            |
| Sony Ericsson V630i         | Sí       | Sí  | No        | No         | No             | Sí              | Sí           | Sí            |
| Sony Ericsson V800          | Sí       | Sí  | Sí        | Sí         | Sí             | Sí              | Sí           | Sí            |
| Sony Ericsson W550c         | Sí       | Sí  | Sí        | Sí         | Sí             | Sí              | Sí           | Sí            |
| Sony Ericsson W550i         | Sí       | Sí  | Sí        | Sí         | Sí             | Sí              | Sí           | Sí            |
| Sony Ericsson W600i         | Sí       | Sí  | Sí        | Sí         | Sí             | Sí              | Sí           | Sí            |
| Sony Ericsson W700c         | Sí       | Sí  | Sí        | Sí         | Sí             | Sí              | Sí           | Sí            |
| Sony Ericsson W710i         | Sí       | Sí  | Sí        | Sí         | Sí             | Sí              | Sí           | Sí            |
| Sony Ericsson W800c         | Sí       | Sí  | Sí        | Sí         | Sí             | Sí              | Sí           | Sí            |
| Sony Ericsson W810i         | Sí       | Sí  | Sí        | Sí         | Sí             | Sí              | Sí           | Sí            |
| Sony Ericsson W850i         | Sí       | Sí  | Sí        | Sí         | Sí             | Sí              | Sí           | Sí            |
| Sony Ericsson W900i         | Sí       | Sí  | Sí        | Sí         | Sí             | Sí              | Sí           | Sí            |
| Sony Ericsson Z1010         | Sí       | Sí  | Sí        | Sí         | Sí             | Sí              | Sí           | Sí            |
| Sony Ericsson Z520c         | Sí       | Sí  | Sí        | Sí         | Sí             | Sí              | Sí           | Sí            |
| Sony Ericsson Z520i         | Sí       | Sí  | Sí        | Sí         | Sí             | Sí              | Sí           | Sí            |
| Sony Ericsson Z530c         | Sí       | Sí  | Sí        | Sí         | Sí             | Sí              | Sí           | Sí            |
| Sony Ericsson Z530i         | Sí       | Sí  | Sí        | Sí         | Sí             | Sí              | Sí           | Sí            |
| Sony Ericsson Z600          | Sí       | Sí  | Sí        | Sí         | Sí             | Sí              | Sí           | Sí            |
| Siemens S55                 | Sí       | Sí  | Sí        | Sí         | Sí             | Sí              | Sí           | Sí            |
| Siemens S65                 | Sí       | Sí  | Sí        | Sí         | Sí             | Sí              | Sí           | Sí            |
| Siemens S66                 | Sí       | Sí  | Sí        | Sí         | Sí             | Sí              | Sí           | Sí            |
| Siemens SL75                | Sí       | Sí  | Sí        | Sí         | Sí             | Sí              | Sí           | Sí            |
| Siemens U15                 | Sí       | Sí  | Sí        | Sí         | Sí             | Sí              | Sí           | Sí            |

- Datos: Q9033846